# Liga de Campeones de la EHF 2013-14
La Liga de Campeones de la EHF 2013-14 es la 54.ª edición de la competición. Comenzó el 24 de agosto de 2013 con la disputa de las distintas eliminatorias previas y concluyó el 1 de junio de 2014. La final a 4 se celebró por quinto año consecutivo en Lanxess Arena de Colonia. En la final de la misma el SG Flensburg-Handewitt derrotó por 30-28 al THW Kiel, proclamándose de esta manera campeón de Europa por primera vez en su historia.

## Ronda de clasificación
La ronda de clasificación consta de cuatro grupos de cuatro equipos cada uno, el ganador de cada grupo consigue una plaza en la Liga de Campeones de la EHF 2013-14. El sistema de competición de cada grupo de clasificación es igual que el de la final a 4. Tres de los cuatro grupos estarán formados por equipos campeones de las ligas europeas que se encuentran entre los puestos 11.º al 27.º en el ranking de ligas de la EHF. El otro grupo lo formarán cuatro equipos invitados por la EHF. Los equipos que queden eliminados en esta ronda pasarán a disputar la Copa EHF. 

### Grupo 1
|  | Semifinales      | Semifinales   |    |  | Final           | Final |  |
|  |                  |               |    |  |                 |       |  |
|  |                  |               |    |  |                 |       |  |
|  |                  |               |    |  |                 |       |  |
|  | HC Dinamo Minsk  | 25            |    |  |                 |       |  |
|  | AEK Atenas       | 21            |    |  |                 |       |  |
|  |                  |               |    |  |                 |       |  |
|  |                  |               |    |  |                 |       |  |
|  |                  |               |    |  | HC Dinamo Minsk | 29    |  |
|  |                  | Tatran Presov | 27 |  |                 |       |  |
|  |                  |               |    |  |                 |       |  |
|  |                  |               |    |  |                 |       |  |
|  |                  |               |    |  | Tercer lugar    |       |  |
|  |                  |               |    |  |                 |       |  |
|  | HT Tatran Prešov | 32            |    |  |                 |       |  |
|  | Besiktas         | 30            |    |  |                 |       |  |

### Grupo 2
|  | Semifinales         | Semifinales  |    |  | Final               | Final |  |
|  |                     |              |    |  |                     |       |  |
|  |                     |              |    |  |                     |       |  |
|  |                     |              |    |  |                     |       |  |
|  | Borac Banja Luka    | 18           |    |  |                     |       |  |
|  | HC Motor Zaporozhye | 40           |    |  |                     |       |  |
|  |                     |              |    |  |                     |       |  |
|  |                     |              |    |  |                     |       |  |
|  |                     |              |    |  | HC Motor Zaporozhye | 36    |  |
|  |                     | RK Vojvodina | 24 |  |                     |       |  |
|  |                     |              |    |  |                     |       |  |
|  |                     |              |    |  |                     |       |  |
|  |                     |              |    |  | Tercer lugar        |       |  |
|  |                     |              |    |  |                     |       |  |
|  | RK Vojvodina        | 27           |    |  |                     |       |  |
|  | Alpla HC Hard       | 26           |    |  |                     |       |  |

### Grupo 3
|  | Semifinales      | Semifinales |    |  | Final         | Final |  |
|  |                  |             |    |  |               |       |  |
|  |                  |             |    |  |               |       |  |
|  |                  |             |    |  |               |       |  |
|  | HCM Constanta    | 34          |    |  |               |       |  |
|  | HV KRAS/Volendam | 25          |    |  |               |       |  |
|  |                  |             |    |  |               |       |  |
|  |                  |             |    |  |               |       |  |
|  |                  |             |    |  | HCM Constanta | 22    |  |
|  |                  | FC Porto    | 26 |  |               |       |  |
|  |                  |             |    |  |               |       |  |
|  |                  |             |    |  |               |       |  |
|  |                  |             |    |  | Tercer lugar  |       |  |
|  |                  |             |    |  |               |       |  |
|  | FC Porto         | 29          |    |  |               |       |  |
|  | Elverum Handball | 28          |    |  |               |       |  |

### KO MATCHES
| Equipo 1          | Agr.  | Equipo 2      | Ida   | Vuelta |
| ----------------- | ----- | ------------- | ----- | ------ |
| HK Drott Halmstad | 63-44 | Handball Esch | 26-30 | 37-14  |

### KO MATCHES W
| Equipo 1                           | Agr.  | Equipo 2          | Ida   | Vuelta |
| ---------------------------------- | ----- | ----------------- | ----- | ------ |
| Füchse Berlin                      | 56-57 | HSV Hamburg       | 30-30 | 26-27  |
| RK Metalurg Skopje                 | 45-39 | SC Pick Szeged    | 26-16 | 19-23  |
| Montpellier Agglomération Handball | 52-55 | Orlen Wisła Płock | 29-27 | 23-28  |

## Fase de grupos
Esta fase está formada por 4 liguillas con 6 equipos cada una. Los cuatro primeros que se clasifiquen pasan a los octavos de final.
|  | Equipos clasificados para los octavos de final. |

### Grupo A
| Equipo                    | PJ | PG | PE | PP | GF  | GC  | Dif | Pts |
| ------------------------- | -- | -- | -- | -- | --- | --- | --- | --- |
| MKB Veszprém KC           | 10 | 8  | 1  | 1  | 303 | 243 | +60 | 17  |
| Rhein-Neckar Löwen        | 10 | 7  | 2  | 1  | 305 | 252 | +53 | 16  |
| Celje Pivovarna Lasko     | 10 | 4  | 1  | 5  | 269 | 272 | -3  | 9   |
| HC Motor Zaporozhye       | 10 | 4  | 1  | 5  | 277 | 296 | -19 | 9   |
| Croatia Osiguranje Zagreb | 10 | 4  | 0  | 6  | 267 | 282 | -15 | 8   |
| St. Petersburg HC         | 10 | 0  | 1  | 9  | 216 | 296 | -76 | 1   |

### Grupo B
| Equipo                | PJ | PG | PE | PP | GF  | GC  | Dif | Pts |
| --------------------- | -- | -- | -- | -- | --- | --- | --- | --- |
| THW Kiel              | 10 | 8  | 1  | 1  | 298 | 268 | +30 | 17  |
| KIF Kolding Kobenhavn | 10 | 7  | 0  | 3  | 249 | 240 | +9  | 14  |
| KS Vive Targi Kielce  | 10 | 6  | 1  | 3  | 307 | 276 | 31  | 13  |
| Orlen Wisła Płock     | 10 | 4  | 0  | 6  | 275 | 277 | -2  | 8   |
| FC Porto              | 10 | 2  | 1  | 7  | 241 | 278 | -37 | 5   |
| Dunkerque HB          | 10 | 1  | 1  | 8  | 237 | 268 | -31 | 3   |

### Grupo C
| Equipo              | PJ | PG | PE | PP | GF  | GC  | Dif | Pts |
| ------------------- | -- | -- | -- | -- | --- | --- | --- | --- |
| FC Barcelona        | 10 | 8  | 1  | 1  | 348 | 256 | +92 | 17  |
| Paris Saint-Germain | 10 | 6  | 1  | 3  | 315 | 288 | +27 | 13  |
| RK Metalurg Skopje  | 10 | 5  | 2  | 3  | 256 | 265 | -9  | 12  |
| RK Vardar Skopje    | 10 | 4  | 2  | 4  | 269 | 263 | +6  | 10  |
| HC Dinamo Minsk     | 10 | 3  | 1  | 6  | 266 | 295 | -29 | 7   |
| Wacker Thun         | 10 | 0  | 1  | 9  | 242 | 329 | -87 | 1   |

### Grupo D
| Equipo                 | PJ | PG | PE | PP | GF  | GC  | Dif | Pts |
| ---------------------- | -- | -- | -- | -- | --- | --- | --- | --- |
| HSV Hamburg            | 10 | 9  | 0  | 1  | 330 | 266 | +64 | 18  |
| SG Flensburg-Handewitt | 10 | 8  | 1  | 1  | 314 | 272 | +42 | 17  |
| Gorenje Velenje        | 10 | 4  | 0  | 6  | 307 | 320 | -13 | 8   |
| Aalborg HB             | 10 | 4  | 0  | 6  | 275 | 265 | +10 | 8   |
| Naturhouse La Rioja    | 10 | 3  | 2  | 5  | 292 | 320 | -28 | 8   |
| HK Drott Halmstad      | 10 | 0  | 1  | 9  | 289 | 364 | -75 | 1   |

## Segunda fase
|  | Octavos de final       | Octavos de final       | Octavos de final |                        |        | Cuartos de final | Cuartos de final | Cuartos de final |  |  | Semifinales | Semifinales | Semifinales |  |  | Final | Final | Final |
|  | 19/23 - 26/30          | 19/23 - 26/30          | 19/23 - 26/30    |                        |        | 19/21 - 26/27    | 19/21 - 26/27    | 19/21 - 26/27    |  |  | 31          | 31          | 31          |  |  | 1     | 1     | 1     |
|  |                        |                        |                  |                        |        |                  |                  |                  |  |  |             |             |             |  |  |       |       |       |
|  |                        |                        |                  |                        |        |                  |                  |                  |  |  |             |             |             |  |  |       |       |       |
|  |                        |                        |                  |                        |        |                  |                  |                  |  |  |             |             |             |  |  |       |       |       |
|  | Rhein-Neckar Löwen     | 28                     | 27               |                        |        |                  |                  |                  |  |  |             |             |             |  |  |       |       |       |
|  | Rhein-Neckar Löwen     | 28                     | 27               |                        |        |                  |                  |                  |  |  |             |             |             |  |  |       |       |       |
|  | KS Vive Targi Kielce   | 32                     | 23               |                        |        |                  |                  |                  |  |  |             |             |             |  |  |       |       |       |
|  | KS Vive Targi Kielce   | 32                     | 23               | Rhein-Neckar Löwen     | 38     | 24               |                  |                  |  |  |             |             |             |  |  |       |       |       |
|  |                        |                        |                  |                        | 38     | 24               |                  |                  |  |  |             |             |             |  |  |       |       |       |
|  |                        | Fútbol Club Barcelona  | 31               | 31                     |        |                  |                  |                  |  |  |             |             |             |  |  |       |       |       |
|  | Fútbol Club Barcelona  | Fútbol Club Barcelona  | 31               | 31                     | 29     | 31               |                  |                  |  |  |             |             |             |  |  |       |       |       |
|  | Fútbol Club Barcelona  |                        |                  |                        | 29     | 31               |                  |                  |  |  |             |             |             |  |  |       |       |       |
|  | Aalborg HB             | 22                     | 20               |                        |        |                  |                  |                  |  |  |             |             |             |  |  |       |       |       |
|  | Aalborg HB             | 22                     | 20               | Fútbol Club Barcelona  | 36 (3) |                  |                  |                  |  |  |             |             |             |  |  |       |       |       |
|  |                        |                        |                  |                        | 36 (3) |                  |                  |                  |  |  |             |             |             |  |  |       |       |       |
|  |                        | SG Flensburg-Handewitt | 36 (5)           |                        |        |                  |                  |                  |  |  |             |             |             |  |  |       |       |       |
|  | SG Flensburg-Handewitt | SG Flensburg-Handewitt | 36 (5)           | 25                     | 30     |                  |                  |                  |  |  |             |             |             |  |  |       |       |       |
|  | SG Flensburg-Handewitt |                        |                  |                        | 30     |                  |                  |                  |  |  |             |             |             |  |  |       |       |       |
|  | Celje Pivovarna Lasko  | 26                     | 27               |                        |        |                  |                  |                  |  |  |             |             |             |  |  |       |       |       |
|  | Celje Pivovarna Lasko  | 26                     | 27               | SG Flensburg-Handewitt | 24     | 25               |                  |                  |  |  |             |             |             |  |  |       |       |       |
|  |                        |                        |                  |                        | 24     | 25               |                  |                  |  |  |             |             |             |  |  |       |       |       |
|  |                        | RK Vardar              | 22               | 27                     |        |                  |                  |                  |  |  |             |             |             |  |  |       |       |       |
|  | HSV Hamburg            | RK Vardar              | 22               | 27                     | 28     | 29               |                  |                  |  |  |             |             |             |  |  |       |       |       |
|  | HSV Hamburg            |                        |                  |                        | 28     | 29               |                  |                  |  |  |             |             |             |  |  |       |       |       |
|  | RK Vardar              | 28                     | 30               |                        |        |                  |                  |                  |  |  |             |             |             |  |  |       |       |       |
|  | RK Vardar              | 28                     | 30               | SG Flensburg-Handewitt | 30     |                  |                  |                  |  |  |             |             |             |  |  |       |       |       |
|  |                        |                        |                  |                        | 30     |                  |                  |                  |  |  |             |             |             |  |  |       |       |       |
|  |                        | THW Kiel               | 28               |                        |        |                  |                  |                  |  |  |             |             |             |  |  |       |       |       |
|  | KIF København          | THW Kiel               | 28               | 17                     | 26     |                  |                  |                  |  |  |             |             |             |  |  |       |       |       |
|  | KIF København          |                        |                  |                        | 26     |                  |                  |                  |  |  |             |             |             |  |  |       |       |       |
|  | RK Metalurg Skopje     | 23                     | 30               |                        |        |                  |                  |                  |  |  |             |             |             |  |  |       |       |       |
|  | RK Metalurg Skopje     | 23                     | 30               | RK Metalurg Skopje     | 21     |                  |                  |                  |  |  |             |             |             |  |  |       |       |       |
|  |                        |                        |                  |                        | 21     |                  |                  |                  |  |  |             |             |             |  |  |       |       |       |
|  |                        | THW Kiel               | 31               |                        |        |                  |                  |                  |  |  |             |             |             |  |  |       |       |       |
|  | THW Kiel               | THW Kiel               | 31               | 31                     | 40     |                  |                  |                  |  |  |             |             |             |  |  |       |       |       |
|  | THW Kiel               |                        |                  |                        | 40     |                  |                  |                  |  |  |             |             |             |  |  |       |       |       |
|  | HC Motor Zaporozhye    | 28                     | 28               |                        |        |                  |                  |                  |  |  |             |             |             |  |  |       |       |       |
|  | HC Motor Zaporozhye    | 28                     | 28               | MKB Veszprém KC        | 26     |                  |                  |                  |  |  |             |             |             |  |  |       |       |       |
|  |                        |                        |                  |                        | 26     |                  |                  |                  |  |  |             |             |             |  |  |       |       |       |
|  |                        | THW Kiel               | 29               |                        |        |                  |                  |                  |  |  |             |             |             |  |  |       |       |       |
|  | MKB Veszprém KC        | THW Kiel               | 29               | 33                     | 31     |                  |                  |                  |  |  |             |             |             |  |  |       |       |       |
|  | MKB Veszprém KC        |                        |                  |                        | 31     |                  |                  |                  |  |  |             |             |             |  |  |       |       |       |
|  | Orlen Wisła Płock      | 34                     | 26               |                        |        |                  |                  |                  |  |  |             |             |             |  |  |       |       |       |
|  | Orlen Wisła Płock      | 34                     | 26               | MKB Veszprém KC        | 28     | 31               |                  |                  |  |  |             |             |             |  |  |       |       |       |
|  |                        |                        |                  |                        | 28     | 31               |                  |                  |  |  |             |             |             |  |  |       |       |       |
|  |                        | Paris Saint-Germain    | 26               | 26                     |        |                  |                  |                  |  |  |             |             |             |  |  |       |       |       |
|  | Paris Saint-Germain    | Paris Saint-Germain    | 26               | 26                     | 28     | 34               |                  |                  |  |  |             |             |             |  |  |       |       |       |
|  | Paris Saint-Germain    |                        |                  |                        | 28     | 34               |                  |                  |  |  |             |             |             |  |  |       |       |       |
|  | RK Gorenje Velenje     | 30                     | 25               |                        |        |                  |                  |                  |  |  |             |             |             |  |  |       |       |       |

## Octavos de final

### KS Vive Targi Kielce - Rhein-Neckar Löwen
| 22 de marzo de 2014 | KS Vive Targi Kielce | 32:28 (17:13) | Rhein-Neckar Löwen | Hala Legionów, Kielce                                                                                 | |
|                     | Lijewski 9           |               | Groetzki 7         | Asistencia: 4.000 espectadores Árbitro(s): Andrei Gousko (Bielorrusia) y Siarhei Repkin (Bielorrusia) | Asistencia: 4.000 espectadores Árbitro(s): Andrei Gousko (Bielorrusia) y Siarhei Repkin (Bielorrusia) |

| 31 de marzo de 2014 | Rhein-Neckar Löwen | 27:23 (16:14) | KS Vive Targi Kielce | SAP Arena, Mannheim                                                                                  | |
|                     | Groetzki 5         |               | Jurecki 5            | Asistencia: 8.805 espectadores Árbitro(s): Slave Nikolov (Macedonia) y Gjorgji Nachevski (Macedonia) | Asistencia: 8.805 espectadores Árbitro(s): Slave Nikolov (Macedonia) y Gjorgji Nachevski (Macedonia) |

### Aalborg HB - FC Barcelona
| 23 de marzo de 2014 | Aalborg HB | 22:29 (13:15) | FC Barcelona                 | Gigantium Arena, Aalborg                                                                       |                                                                                                |
|                     | Slundt 6   |               | Gurbindo, Karabatic, Tomás 4 | Asistencia: 4.666 espectadores Árbitro(s): Matija Gubica (Croacia) y Boris Milosevic (Croacia) | Asistencia: 4.666 espectadores Árbitro(s): Matija Gubica (Croacia) y Boris Milosevic (Croacia) |

| 29 de marzo de 2014 | FC Barcelona | 31:20 (16:11) | Aalborg HB               | Palau Blaugrana, Barcelona                                                                    |                                                                                               |
|                     | Lazarov 6    |               | Mensah Larsen, Tvedten 4 | Asistencia: 2.514 espectadores Árbitro(s): Michael Johansson (Suecia) y Jasmin Kliko (Suecia) | Asistencia: 2.514 espectadores Árbitro(s): Michael Johansson (Suecia) y Jasmin Kliko (Suecia) |

### Celje Pivovarna Lasko - SG Flensburg-Handewitt
| 23 de marzo de 2014 | Celje Pivovarna Lasko | 26:25 (13:12) | SG Flensburg-Handewitt | Dvorana Zlatorog, Celje                                                                          |                                                                                                  |
|                     | Zelenovic 8           |               | Glandorf 7             | Asistencia: 4.500 espectadores Árbitro(s): Oyvind Togstad (Noruega) y Rune Kristiansen (Noruega) | Asistencia: 4.500 espectadores Árbitro(s): Oyvind Togstad (Noruega) y Rune Kristiansen (Noruega) |

| 29 de marzo de 2014 | SG Flensburg-Handewitt              | 30:27 (15:14) | Celje Pivovarna Lasko | Campushalle, Flensburg                                                                      |                                                                                             |
|                     | Eggert, Gottfridsson, Svan Hansen 6 |               | Marguc 8              | Asistencia: 4.027 espectadores Árbitro(s): Evgenij Zotin (Rusia) y Nikolaj Volodkov (Rusia) | Asistencia: 4.027 espectadores Árbitro(s): Evgenij Zotin (Rusia) y Nikolaj Volodkov (Rusia) |

### RK Vardar Skopje - HSV Hamburg
| 22 de marzo de 2014 | RK Vardar | 28:28 (14:16) | HSV Hamburg | Boris Trajkovski, Skopje                                                           |                                                                                    |
|                     | Dibirov 9 |               | Schröder 9  | Asistencia: 6.500 espectadores Árbitro(s): Csaba Dobrovits y Peter Tajok (Hungría) | Asistencia: 6.500 espectadores Árbitro(s): Csaba Dobrovits y Peter Tajok (Hungría) |

| 30 de marzo de 2014 | HSV Hamburg         | 29:30 (15:17) | RK Vardar | Sporthalle Hamburg, Hamburgo                                                        |                                                                                     |
|                     | Duvnjak, Schröder 7 |               | Karacic 8 | Asistencia: 2.904 espectadores Árbitro(s): Martin Gjeding y Mads Hansen (Dinamarca) | Asistencia: 2.904 espectadores Árbitro(s): Martin Gjeding y Mads Hansen (Dinamarca) |

### RK Metalurg Skopje - KIF Kolding
| 23 de marzo de 2014 | RK Metalurg Skopje | 23:17 (14:9) | KIF Kolding | Boris Trajkovski, Skopje                                                                       |                                                                                                |
|                     | Vugrinec 13        |              | Laen 5      | Asistencia: 6.963 espectadores Árbitro(s): Bogdan Nicolae Stark y Romeo Mihai Stefan (Rumanía) | Asistencia: 6.963 espectadores Árbitro(s): Bogdan Nicolae Stark y Romeo Mihai Stefan (Rumanía) |

| 30 de marzo de 2014 | KIF Kolding   | 26:30 (13:15) | RK Metalurg Skopje | TRE-FOR Arena, Kolding                                                                     |                                                                                            |
|                     | Rocas, Laen 5 |               | Vugrinec 10        | Asistencia: 2.857 espectadores Árbitro(s): Vaclav Horacek y Jiri Novotny (República Checa) | Asistencia: 2.857 espectadores Árbitro(s): Vaclav Horacek y Jiri Novotny (República Checa) |

### HC Motor Zaporozhye - THW Kiel
| 20 de marzo de 2014 | HC Motor Zaporozhye | 28:31 (14:16) | THW Kiel       | Szechenyi Istvan Egyetem Sportcsarnok, Györ                                         |                                                                                     |
|                     | Aflitulin 6         |               | Vujin, Jicha 7 | Asistencia: 1.900 espectadores Árbitro(s): Nenad Nikolic y Dusan Stojkovic (Serbia) | Asistencia: 1.900 espectadores Árbitro(s): Nenad Nikolic y Dusan Stojkovic (Serbia) |

| 30 de marzo de 2014 | THW Kiel | 40:28 (20:13) | HC Motor Zaporozhye | Sparkassen-Arena, Kiel                                                            |                                                                                   |
|                     | Jicha 6  |               | Onufryienko 6       | Asistencia: 8.000 espectadores Árbitro(s): Thierry Dentz y Denis Reibel (Francia) | Asistencia: 8.000 espectadores Árbitro(s): Thierry Dentz y Denis Reibel (Francia) |

### Orlen Wisła Płock - MKB Veszprém KC
| 23 de marzo de 2014 | Orlen Wisła Płock | 34:33 (16:16) | MKB Veszprém KC | Orlen Arena, Płock                                                                 |                                                                                    |
|                     | Ghionea 7         |               | Sulic 9         | Asistencia: 5.467 espectadores Árbitro(s): Nenad Krstic y Peter Ljubic (Eslovenia) | Asistencia: 5.467 espectadores Árbitro(s): Nenad Krstic y Peter Ljubic (Eslovenia) |

| 29 de marzo de 2014 | MKB Veszprém KC | 31:26 (16:11) | Orlen Wisła Płock                | Veszprém Aréna, Veszprem                                                                   |                                                                                            |
|                     | Ilic 7          |               | Lijewski, Nenadic, Toromanovic 4 | Asistencia: 5.019 espectadores Árbitro(s): Sorin-Laurentiu Dinu y Constantin Din (Rumanía) | Asistencia: 5.019 espectadores Árbitro(s): Sorin-Laurentiu Dinu y Constantin Din (Rumanía) |

### RK Gorenje Velenje - Paris Saint-Germain
| 22 de marzo de 2014 | RK Gorenje Velenje | 30:28 (16:13) | Paris Saint-Germain | Rdeca Dvorana, Velenje                                                               |                                                                                      |
|                     | Sostaric 9         |               | Melic 7             | Asistencia: 1.500 espectadores Árbitro(s): Holger Fleisch y Jürgen Rieber (Alemania) | Asistencia: 1.500 espectadores Árbitro(s): Holger Fleisch y Jürgen Rieber (Alemania) |

| 30 de marzo de 2014 | Paris Saint-Germain  | 34:25 (17:17) | RK Gorenje Velenje     | Salle George Carpentier, París                                                  |                                                                                 |
|                     | Gunnarsson, Hansen 7 |               | Buric, Medved, Skube 5 | Asistencia: 2.750 espectadores Árbitro(s): Óscar Raluy y Ángel Sabroso (España) | Asistencia: 2.750 espectadores Árbitro(s): Óscar Raluy y Ángel Sabroso (España) |

## Cuartos de final

### Rhein-Neckar Löwen - FC Barcelona
| 20 de abril de 2014 | Rhein-Neckar Löwen | 38:31 (22:14) | FC Barcelona | SAP Arena, Mannheim                                                                          |                                                                                              |
|                     | Gensheimer 14      |               | Lazarov 10   | Asistencia: 12.900 espectadores Árbitro(s): Thierry Dentz (Francia) y Denis Reibel (Francia) | Asistencia: 12.900 espectadores Árbitro(s): Thierry Dentz (Francia) y Denis Reibel (Francia) |

| 26 de abril de 2014 | FC Barcelona | 31:24 (15:11) | Rhein-Neckar Löwen | Palau Blaugrana, Barcelona                                                                  |                                                                                             |
|                     | Karabatic 7  |               | Groetzki 7         | Asistencia: 6.814 espectadores Árbitro(s): Bogdan Niculae (Rumanía) y Romeo Mihai (Rumanía) | Asistencia: 6.814 espectadores Árbitro(s): Bogdan Niculae (Rumanía) y Romeo Mihai (Rumanía) |

### SG Flensburg-Handewitt - RK Vardar Skopje
| 21 de abril de 2014 | SG Flensburg-Handewitt | 24:22 (13:14) | RK Vardar | Campushalle, Flensburg                                                                               | |
|                     | Eggert 6               |               | Karacic 9 | Asistencia: 6.000 espectadores Árbitro(s): Sorin-Laurentiu Dinu (Rumanía) y Constantin Din (Rumanía) | Asistencia: 6.000 espectadores Árbitro(s): Sorin-Laurentiu Dinu (Rumanía) y Constantin Din (Rumanía) |

| 26 de abril de 2014 | RK Vardar | 27:25 (10:15) | SG Flensburg-Handewitt | Boris Trajkovski, Skopje                                                                 |                                                                                          |
|                     | Brumen 7  |               | Eggert 7               | Asistencia: 6.963 espectadores Árbitro(s): Óscar Raluy (España) y Ángel Sabroso (España) | Asistencia: 6.963 espectadores Árbitro(s): Óscar Raluy (España) y Ángel Sabroso (España) |

### RK Metalurg Skopje - THW Kiel
| 19 de abril de 2014 | RK Metalurg Skopje | 21:31 (9:14) | THW Kiel | Boris Trajkovski, Skopje                                                                                  | |
|                     | Manaskov 6         |              | Vujin 8  | Asistencia: 6.963 espectadores Árbitro(s): Michal Badura (Eslovaquia) y Jaroslav Ondogrecula (Eslovaquia) | Asistencia: 6.963 espectadores Árbitro(s): Michal Badura (Eslovaquia) y Jaroslav Ondogrecula (Eslovaquia) |

| 27 de abril de 2014 | THW Kiel | 34:26 (19:11) | RK Metalurg Skopje | Sparkassen-Arena, Kiel                                                                          |                                                                                                 |
|                     | Klein 8  |               | Vugrinec 7         | Asistencia: 8.200 espectadores Árbitro(s): Zigmars Stolarovs (Letonia) y Renars Licis (Letonia) | Asistencia: 8.200 espectadores Árbitro(s): Zigmars Stolarovs (Letonia) y Renars Licis (Letonia) |

### París Saint-Germain - MKB Veszprém KC
| 19 de abril de 2014 | Paris Saint-Germain | 26:28 (14:12) | MKB Veszprém KC | Salle George Carpentier, París                                                                 |                                                                                                |
|                     | M'tima 5            |               | Nagy 9          | Asistencia: 3.600 espectadores Árbitro(s): Matija Gubica (Croacia) y Boris Milosevic (Croacia) | Asistencia: 3.600 espectadores Árbitro(s): Matija Gubica (Croacia) y Boris Milosevic (Croacia) |

| 26 de abril de 2014 | MKB Veszprém KC | 31:26 (13:12) | Paris Saint-Germain | Veszprém Aréna, Veszprém                                                                             | |
|                     | Ilić 8, Sulić 8 |               | Hansen 9            | Asistencia: 5.019 espectadores Árbitro(s): Slave Nikolov (Macedonia) y Gjorgji Nachevski (Macedonia) | Asistencia: 5.019 espectadores Árbitro(s): Slave Nikolov (Macedonia) y Gjorgji Nachevski (Macedonia) |

## Semifinales

### MKB Veszprém KC - THW Kiel
| 31 de mayo de 2014 | MKB Veszprém KC | 26:29 (13:13) | THW Kiel     | Lanxess Arena, Colonia                                                                          |                                                                                                 |
|                    | Ilić 5          |               | Palmarsson 7 | Asistencia: 19.250 espectadores Árbitro(s): Nenad Krstic (Eslovenia) y Peter Ljubic (Eslovenia) | Asistencia: 19.250 espectadores Árbitro(s): Nenad Krstic (Eslovenia) y Peter Ljubic (Eslovenia) |

| 31 de mayo de 2014 | FC Barcelona     | 39:41 (17:18) | SG Flensburg-Handewitt | Lanxess Arena, Colonia                                                                                        | |
|                    | Lazarov, Tomás 6 |               | Glandorf, Weinhold 8   | Asistencia: 19.250 espectadores Árbitro(s): Vaclav Horacek (República Checa) y Jiri Novotny (República Checa) | Asistencia: 19.250 espectadores Árbitro(s): Vaclav Horacek (República Checa) y Jiri Novotny (República Checa) |

## Final

### SG Flensburg-Handewitt - THW Kiel
| 1 de junio de 2014 | SG Flensburg-Handewitt | 30:28 (14:16) | THW Kiel     | Lanxess Arena, Colonia                                                                           |                                                                                                  |
|                    | Eggert, Svan 7         |               | Palmarsson 6 | Asistencia: 19.250 espectadores Árbitro(s): Martin Gjeding (Dinamarca) y Mads Hansen (Dinamarca) | Asistencia: 19.250 espectadores Árbitro(s): Martin Gjeding (Dinamarca) y Mads Hansen (Dinamarca) |

### Máximos goleadores
| Posición | Jugador          | Equipo                 | Goles |
| -------- | ---------------- | ---------------------- | ----- |
| 1.º      | Momir Ilić       | MKB Veszprém KC        | 103   |
| 2.º      | Renato Vugrinec  | RK Metalurg Skopje     | 95    |
| 3.º      | Marko Vujin      | THW Kiel               | 85    |
| 4.º      | Kiril Lazarov    | FC Barcelona           | 80    |
| 5.º      | Gašper Marguč    | Celje Pivovarna Lasko  | 79    |
| 6.º      | Anders Eggert    | SG Flensburg-Handewitt | 78    |
| 7.º      | Uwe Gensheimer   | Rhein Neckar Löwen     | 77    |
| 8.º      | Siarhei Rutenka  | FC Barcelona           | 73    |
| 9.º      | Nikola Karabatić | FC Barcelona           | 72    |
| 9.º      | Timur Dibirov    | RK Vardar              | 72    |

### Siete ideal
| Posición          | Jugador       | Equipo              |
| ----------------- | ------------- | ------------------- |
| Portero           | Niklas Landin | Rhein Neckar Löwen  |
| Extremo izquierdo | Timur Dibirov | RK Vardar Skopje    |
| Lateral izquierdo | Momir Ilic    | Veszprém KC         |
| Central           | Mikkel Hansen | Paris Saint-Germain |
| Lateral derecho   | Kiril Lazarov | FC Barcelona        |
| Extremo derecho   | Luc Abalo     | Paris Saint-Germain |
| Pivote            | Renato Sulić  | Veszprém KC         |

- Mejor defensor
  -  Timuzsin Schuch, Veszprém KC